# Хоменко, Александр Александрович
Александр Александрович Хоменко (25 марта 1867 — 12 ноября 1939) — вице-адмирал, участник Русско-японской войны, Первой мировой войны — начальник грузовых перевозок по Чёрному и Азовскому морям.

## Биография
Родился 25 марта 1867 г. в Одессе
С 1884 г. — в службе по Военно-морскому ведомству
29 сентября 1887 года — окончил Морское Училище 39-м по успеваемости, изучил французский язык.

## Чины
Мичман (с 29 сентября 1887), лейтенант (1894), капитан 2 ранга за отличие (1904), капитан 1 ранга за отличие (1909), контр-адмирал со старшинством на основании Всемилостивейшего манифеста от 18.02.1762 г. (05.10.1912), вице-адмирал за отличие на основании Высочайшего повеления от 24.12.1913 г. (10.04.1916).

## Должности
Ревизор крейсера II ранга «Новик» (04.12.1901 — 1903), командир миноносца «Скорый» (13.11.1903 — 18.04.1904). Старший офицер крейсера 2 ранга «Новик» (18.04 — 28.07.1904), заведующий сектором морских батарей установленных на горах Скалистой, Большой и Ново-Китайского города (25.08 — 20.12.1904). Командир: минного крейсера «Абрек» (26.09.1905 — 01.06.1906), учебного судна «Рында» (1906—1910). Капитан над Кронштадтским портом (1911—1915). Начальник Транспортной флотилии Черноморского флота. Начальник грузовых перевозок по Чёрному и Азовскому морям (23.08.1916 — 1917).

## После Гражданской войны
Эмигрировал во Францию, где возглавлял Управление российского торгового флота в Париже (1919—1929). В 1936—1938 гг. возглавлял Общество русских морских офицеров в Ницце. Незадолго до начала Второй мировой войны переехал в Швейцарию, где и умер 12 ноября 1939 года.

## Семья
Был женат, имел 2 детей

## Награды и поощрения

### Российская империя
- орден Святого Станислава 2 степени (1901)
- орден Святой Анны 4 степени с надписью «За храбрость» (18.06.04) — приказ Наместника Е. И. В. на Дальнем Востоке № 500 от 18.06.1904 г. «За отличные труды по постанове орудий на береговых батареях»
- орден Святой Анны 2 степени с мечами (14.12.1904)
- орден Святого Владимира 4 степени с мечами и бантом (10.01.1905)
- Подарок с вензелем изображавшим Высочайшее Имя (1909)
- орден Святого Владимира 3 степени (1912)
- орден Святого Станислава 1 степени (1914)
- орден Святой Анны 1 степени (30.07.1915)
- Мечи к ордену Святой Анны 1 степени (27.11.1916).

### Иностранные
- Орден Благородной Бухары (1901)
- Почетного Легиона (1901 — Франция, кавалер)
- Почетного Легиона (1914 — Франция, командор).